# Platanthera pachycaulon
Platanthera pachycaulon là một loài thực vật có hoa trong họ Lan. Loài này được (Hook.f.) Soó miêu tả khoa học đầu tiên năm 1929.